# Jürgen Lehnert
Jürgen Lehnert (Magdeburgo, Saxónia-Anhalt, 2 de novembro de 1954) é um ex-canoísta alemão especialista em provas de velocidade.

## Carreira
Foi vencedor da medalha de bronze em K-4 1000 m em Montreal 1976, junto com os seus colegas de equipa Bernd Duvigneau, Rüdiger Helm e Frank-Peter Bischof.